# Gifty Eugenia Kusi
Gifty Eugenia Kusi (sinh ngày 11 tháng 2 năm 1958) là một chính trị gia Ghana. Cô là thành viên của quốc hội cho Tarkwa-Nsuaem (khu vực bầu cử quốc hội Ghana) từ năm 2001 đến 2017. Cô cũng là trợ lý nghiên cứu chính trong khoa Sức khỏe Cộng đồng tại Đại học Y khoa Ghana - Korle-Bu.

## Tuổi thơ
Cô đến từ Tarkwa ở khu vực phía Tây Ghana.

## Giáo dục
Kusi giữ một M.Phil. bằng xã hội học từ Đại học Ghana.

## Cuộc sống cá nhân
Cô đã kết hôn và có bốn đứa con.

## Sự nghiệp
Kusi bắt đầu sự nghiệp chính trị từ năm 2001, khi cô tranh cử vào vị trí Thành viên Nghị viện về tấm vé của Đảng Yêu nước mới (NPP) cho Đơn vị bầu cử Tarkwa-Nsueam.

### Ủy ban
Kusi là thành viên của:
- Ủy ban kỷ luật mới của Đảng yêu nước (NPP) [6]
- Nghị viện của Ủy ban Kinh doanh Ghana.[2][7]
- Ủy ban của Quốc hội Ghana về Giới và Trẻ em.[2]
- Nghị viện của Ủy ban Y tế Ghana.[2]